# 格雷博梅尼勒
格雷博梅尼勒（法語：Grébault-Mesnil，法語發音：[ɡʁebo menil]）是法国上法蘭西大區索姆省的一个市镇，属于阿布维尔区。

## 地理
格雷博梅尼勒（50°1'31"N, 1°43'14"E）面积2.58 平方千米，位于法国上法蘭西大區索姆省，该省份为法国北部沿海省份，北起加来海峡省和北部省，西接滨海塞纳省和大西洋英吉利海峡，南至瓦兹省，东临埃纳省。
与格雷博梅尼勒接壤的市镇（或旧市镇、城区）包括：埃尔库尔、于皮、马尔泰讷维尔、圣马克桑、维默地区图尔斯。

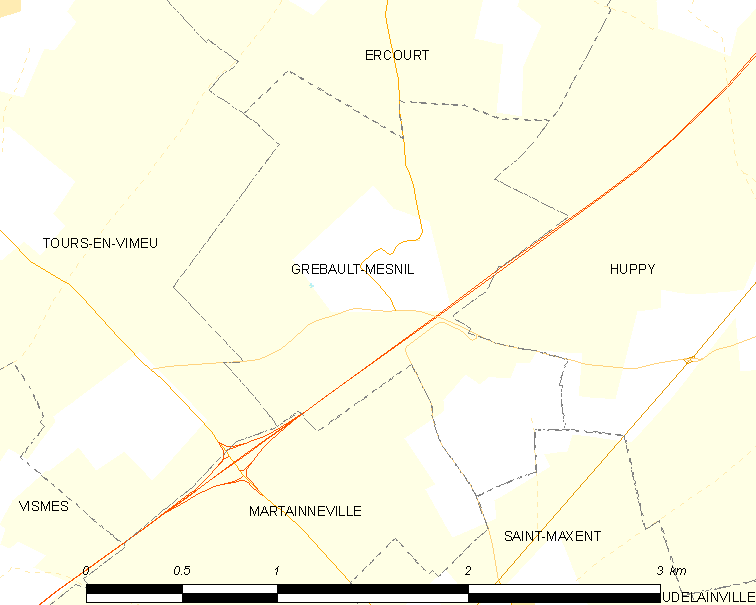
格雷博梅尼勒的OSM定位图

格雷博梅尼勒的时区为UTC+01:00、UTC+02:00（夏令时）。

## 行政
格雷博梅尼勒的邮政编码为80140，INSEE市镇编码为80388。

## 政治
格雷博梅尼勒所属的省级选区为阿布维尔第二县。

## 人口

1962-2008年间格雷博梅尼勒人口变化图示

格雷博梅尼勒于2022年1月1日时的人口数量为205人。